# Prosoplus australis
Prosoplus australis là một loài bọ cánh cứng trong họ Cerambycidae.